# قرنفول
قرنفول أو يوجينة (الاسم العلمي: Eugenia) هي جنس من النباتات تتبع فصيلة الآسية من رتبة الآسيات.

## أنواع اليوجينة
- يوجينة أحادية الزهرة
- يوجينة أوروغوانية
- يوجينة بابية
- يوجينة برازيلية
- يوجينة بوجيرية
- يوجينة جذابة
- يوجينة جرداء
- يوجينة خلنجانية
- يوجينة دموية الثمار
- يوجينة رأس الرجاء
- يوجينة روكسبورية
- يوجينة سويقية
- يوجينة شديدة الحدة
- يوجينة شمشادية الأوراق
- يوجينة فيكتورية
- يوجينة قصير القلم
- يوجينة قطعاء
- يوجينة قنابية
- يوجينة كاندولية
- يوجينة كهرمانية
- يوجينة مبتورة
- يوجينة مبرومة
- يوجينة متنافرة
- يوجينة مختصرة
- يوجينة مفرضة
- يوجينة منتنة
- يوجينة ندفية
- يوجينة هندية
- يوجينة واسعة الأوراق
- يوجينة ارنبرغية
- يوجينة الدببة
- يوجينة إبطية
- يوجينة إكليلية
- يوجينة إهليلجية
- يوجينة أرمنية
- يوجينة أشرسونية
- يوجينة أفزلية
- يوجينة أفقية
- يوجينة ألبية
- يوجينة أليفة الأحجار
- يوجينة أليفة الجبال
- يوجينة أليفة الرمال
- يوجينة أيلية
- يوجينة باسقة
- يوجينة باسيفيكية
- يوجينة بالنسية
- يوجينة بجراء
- يوجينة بحرية
- يوجينة بسيطة
- يوجينة بنفسجية
- يوجينة بوبغينية
- يوجينة بوليفية
- يوجينة بيضوية
- يوجينة تيكالية
- يوجينة ثلاثية الأزهار
- يوجينة ثلاثية العروق
- يوجينة ثنائية الأزهار
- يوجينة ثنائية البذور
- يوجينة جزر القمر
- يوجينة جميلة
- يوجينة حقلية
- يوجينة حلوة
- يوجينة حمراء الثمار
- يوجينة حمصية الشكل
- يوجينة خالابانية
- يوجينة خضراء
- يوجينة خضراء الأزهار
- يوجينة خضراء الثمار
- يوجينة داكنة
- يوجينة داكنة الحراشف
- يوجينة درنية
- يوجينة دغلية
- يوجينة دقيقة
- يوجينة دوسنية
- يوجينة دومينيكانية
- يوجينة رصاصية
- يوجينة سميكة الفروع
- يوجينة شاذة
- يوجينة شاطئية
- يوجينة شبكية
- يوجينة شبه جزرية
- يوجينة شبه طرفية
- يوجينة شبه عقدية
- يوجينة شبه قلبية
- يوجينة شبه مسننة الحوافي
- يوجينة شياباسية
- يوجينة صقيعية
- يوجينة رفيعة
- يوجينة فنزويلية
- يوجينة قطنية الأزهار
- يوجينة كونغولية
- يوجينة لبنانية
- يوجينة لحوية
- يوجينة لوهيرية
- يوجينة ليمونية الأوراق
- يوجينة لينة الأوراق
- يوجينة مبرقشة
- يوجينة مبيضة
- يوجينة متباعدة
- يوجينة متباينة الأوراق
- يوجينة متبدلة
- يوجينة متصالبة
- يوجينة متطاولة
- يوجينة متعددة التفرع
- يوجينة متعددة السنيبلات
- يوجينة متمددة
- يوجينة متموجة
- يوجينة متهدلة
- يوجينة متوسطة
- يوجينة مثمرة
- يوجينة مجدولة
- يوجينة مجنحة الثمار
- يوجينة محبة للمطر
- يوجينة محيرة
- يوجينة مخددة
- يوجينة مخططة
- يوجينة مدغشقرية
- يوجينة مدورة
- يوجينة مرتفعة
- يوجينة مزدوجة
- يوجينة مزدوجة الصفوف
- يوجينة مزهرة
- يوجينة مستدقة الأوراق
- يوجينة مستطيلة
- يوجينة مسكية
- يوجينة مصفرة
- يوجينة مفترشة
- يوجينة مفلطحة الأوراق
- يوجينة منتفخة
- يوجينة منثورة
- يوجينة نهرية
- يوجينة هاريسية
- يوجينة همبلوتية
- يوجينة هندوراسية
- يوجينة وودية

## الأنواع
أنواع هذا الجنس:
- كود سباركل
- تحديث القائمة

نوع:يوجينة إبطية 
اسم علمي: Eugenia axillaris

نوع:يوجينة أحادية الزهرة 
اسم علمي: Eugenia uniflora

نوع:يوجينة ارنبرغية 
اسم علمي: Eugenia ehrenbergiana

نوع:يوجينة أشرسونية 
اسم علمي: Eugenia aschersoniana

نوع:يوجينة أفزلية 
اسم علمي: Eugenia afzelii

نوع:يوجينة أفقية 
اسم علمي: Eugenia horizontalis

نوع:يوجينة ألبية 
اسم علمي: Eugenia alpina

نوع:يوجينة الدببة 
اسم علمي: Eugenia ursina

نوع:يوجينة أليفة الأحجار 
اسم علمي: Eugenia petrophila

نوع:يوجينة أليفة الجبال 
اسم علمي: Eugenia monticola

نوع:يوجينة أليفة الرمال 
اسم علمي: Eugenia arenicola

نوع:يوجينة أوروغوانية 
اسم علمي: Eugenia uruguayensis

نوع:يوجينة أيلية 
اسم علمي: Eugenia cervina

نوع:يوجينة بابية 
اسم علمي: Eugenia valvata

نوع:يوجينة باسقة 
اسم علمي: Eugenia exaltata

نوع:يوجينة باسيفيكية 
اسم علمي: Eugenia pacifica

نوع:يوجينة بالنسية 
اسم علمي: Eugenia balansae

نوع:يوجينة بجراء 
اسم علمي: Eugenia umbonata

نوع:يوجينة بحرية 
اسم علمي: Eugenia maritima

نوع:يوجينة برازيلية 
اسم علمي: Eugenia brasiliensis

نوع:يوجينة بسيطة 
اسم علمي: Eugenia modesta

نوع:يوجينة بنفسجية 
اسم علمي: Eugenia violascens

نوع:يوجينة بوبغينية 
اسم علمي: Eugenia pobeguinii

نوع:يوجينة بوجيرية 
اسم علمي: Eugenia bojeri

نوع:يوجينة بوليفية 
اسم علمي: Eugenia boliviana

نوع:يوجينة بيضوية 
اسم علمي: Eugenia ovalis

نوع:يوجينة تيكالية 
اسم علمي: Eugenia tikalana

نوع:يوجينة ثلاثية الأزهار 
اسم علمي: Eugenia triflora

نوع:يوجينة ثلاثية العروق 
اسم علمي: Eugenia trinervia

نوع:يوجينة ثنائية الأزهار 
اسم علمي: Eugenia biflora

نوع:يوجينة جذابة 
اسم علمي: Eugenia amoena

نوع:يوجينة جرداء 
اسم علمي: Eugenia glabra

نوع:يوجينة حمراء الثمار 
اسم علمي: Eugenia erythrocarpa

نوع:يوجينة خضراء الثمار 
اسم علمي: Eugenia chlorocarpa

نوع:يوجينة خلنجانية 
اسم علمي: Eugenia ericoides

نوع:يوجينة دموية الثمار 
اسم علمي: Eugenia haematocarpa

نوع:يوجينة رأس الرجاء 
اسم علمي: Eugenia capensis

نوع:يوجينة رفيعة 
اسم علمي: Eugenia angustissima

نوع:يوجينة روكسبورية 
اسم علمي: Eugenia roxburghii

نوع:يوجينة سويقية 
اسم علمي: Eugenia stipitata

نوع:يوجينة شديدة الحدة 
اسم علمي: Eugenia acutissima

نوع:يوجينة قطعاء 
اسم علمي: Eugenia truncata

نوع:يوجينة لبنانية 
اسم علمي: Eugenia libanensis

نوع:يوجينة منطبقة 
اسم علمي: Eugenia conduplicata